# Cerera (mitologija)
Cerera (Ceres) je rimska božica poljodjelstva, žitarica i žetve. Oko 5. stoljeća prije Krista izjednačena je s grčkom Demetrom. Jedna je od najistaknutijih prvobitnih rimskih božica. Po njoj je nazvan patuljasti planet Cerera.

## Karakteristike
Cerera je kćer Saturna, boga novca, i Ops. Ona je bila jedna od  Jupiterovih žena, uz svoju sestru  Junonu. Brat joj je Jupiter, te  Neptun i Pluton. S Jupiterom(Zeusom)Cerera ima  Prozerpinu. Imala je žezlo i košaru cvijeća i voća. Bila je zaštitnica Sicilije, te je molila Jupitera da Sicilija bude dio raja.